# Hydria des Schuwalow-Malers (Heidelberg B 133)

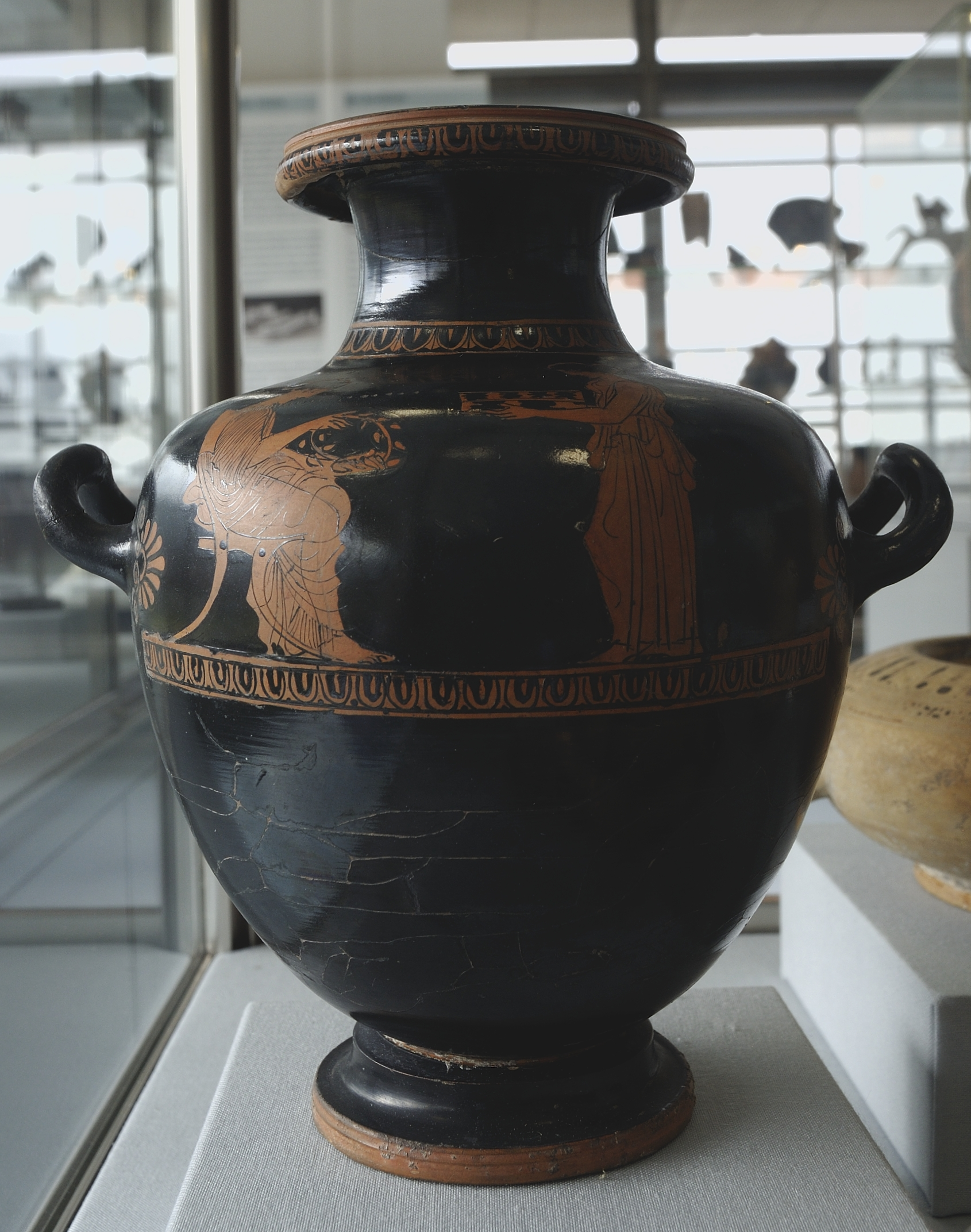
Vorderansicht der Hydria

Mit einer Hydria des Schuwalow-Malers besitzt das Antikenmuseum der Universität Heidelberg (Inventarnummer B 133) eines von etwa 80 dem Schuwalow-Maler zugeschriebenen Werken.
Die rotfigurige Hydria in Kalpis-Variante ist weitestgehend schwarzgrundig gehalten. Der Maler hat neben Palmetten über Doppelvoluten am Ansatz der Seitenhenkel einzig die Lippe mit einem Eierstabmuster verziert. Im oberen Drittel des Bauches hat er auf der Schauseite ein auf die Gefäßschulter übergreifendes, zweifiguriges Bild gezeichnet. Das Bildfeld wird oberhalb wie unterhalb von einem Eierstabmuster begrenzt. Links sitzt eine nach rechts gewandte Frau auf einem Klismos genannten Lehnstuhl. Sie trägt einen Chiton und hat sich in ihren Mantel gehüllt. In den Händen hält sie einen Kranz, den sie betrachtet, wobei ihr Blick als aufmerksam, vertieft, versonnen oder gar entrückt gedeutet werden kann. Von rechts nähert sich ihr eine zweite Figur, eine junge Dienerin, in einem gegürteten Peplos. In den Händen trägt sie ein flaches, verziertes Kästchen. Auch sie schaut in einer Mischung aus Konzentration und Abwesenheit auf ihren Gegenstand. Die Darstellung ist unter anderem von attischen Grabreliefs der klassischen Zeit wohl bekannt und kann durchaus in eine sepulkrale Sphäre verortet werden. Das Bild zeigt also eine den Lebenden entrückte Szene, eine Sphäre zwischen Leben und Tod.

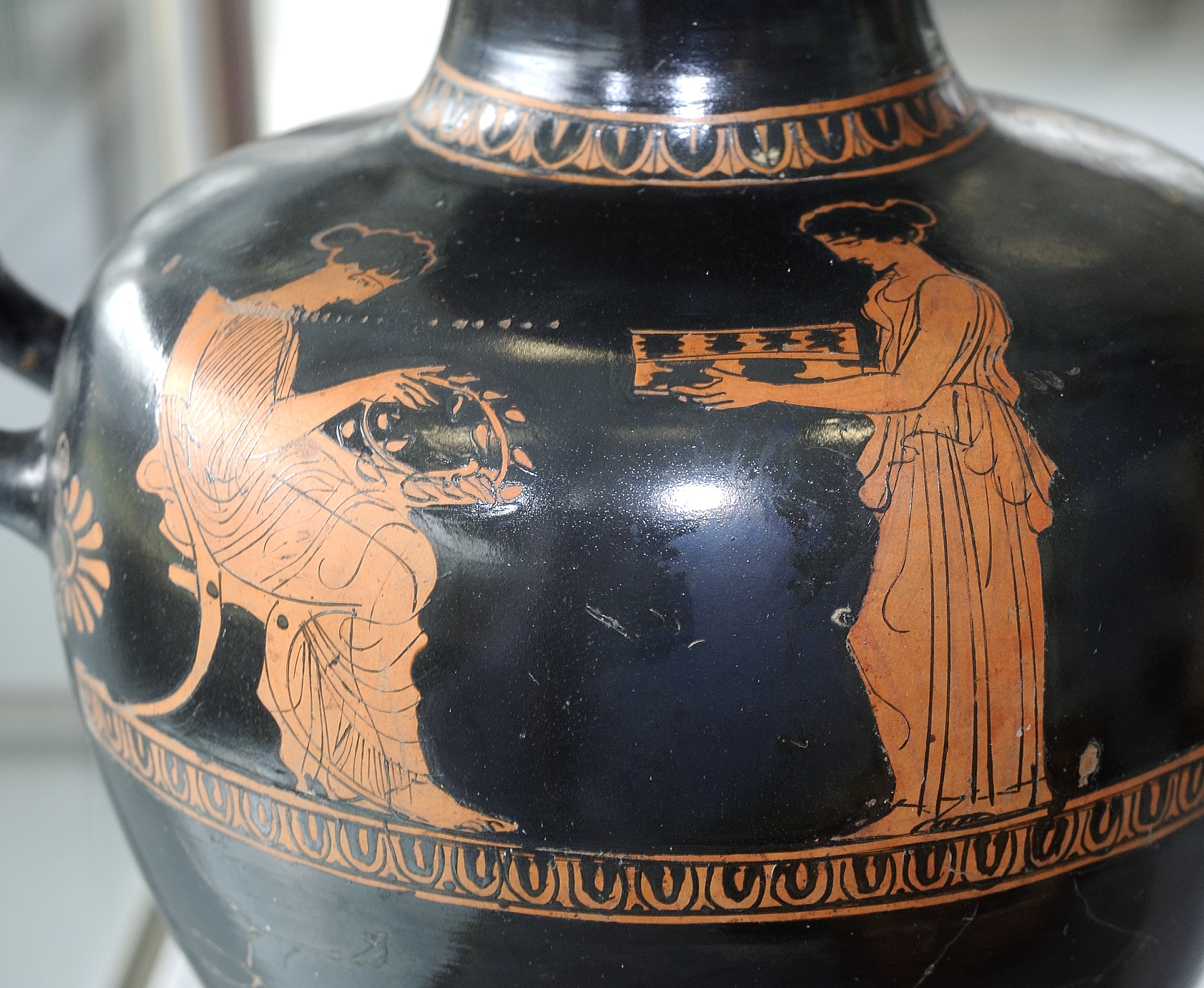
Vorderansicht der Hydria

Das Gefäß wurde in Capua gefunden und gehört somit zu den vielen attischen Exportstücken nach Unteritalien. Diese Vasen wurden fast alle als Grabbeigaben verwendet, weshalb die Darstellung auch passend ist. Mit einer Höhe von 16,3 Zentimetern ist das Gefäß, das üblicherweise zum Wasserholen gedacht war, auch eher zu klein, um sinnvoll in dieser Weise benutzt werden zu können. Die Miniaturhaftigkeit wird durch den größten Durchmesser von 11 Zentimetern und einen Durchmesser der Lippe von 6,7 Zentimeter  unterstrichen. Wilhelm Kraiker bezeichnete die Zeichnungen des Schuwalow-Malers als „flott, doch sauber mit geschickten Strichen ausgeführt“. Die Zuweisung der Vase zum Œuvre des Schuwalow-Malers erfolgte aufgrund stilistischer Vergleiche, insbesondere die Gesichter in den Werken dieses Malers sind meist sehr signifikant. 12 seiner mehr als 80 zugeschriebenen Werke hat er auf Hydrien hinterlassen. Kraiker datiert das Gefäß in die Parthenonzeit, um 430 v. Chr., und verbindet es in der Machart mit zwei Hydrien im British Museum. Werner Technau ordnete noch eine weitere Hydria hinzu, die er aber zehn Jahre früher datierte. John D. Beazley erkannte in der ersten und der dritten Hydria in seinen Arbeiten zur Identifizierung der Malerhände ebenfalls Werke des Schuwalow-Malers, nicht jedoch in der zweiten Vase. Adrienne Lezzi-Hafter ordnet die Ornamente auf der Vase einer zweiten Malerhand zu. Den Töpfer, der neben dieser Oinochoe auch einen Großteil der anderen Gefäße herstellte, die der Schuwalow-Maler verzierte, benannte sie nach dem Maler S-Töpfer.
Die Vase ist vollständig erhalten, der Firnis weist vereinzelte Risse auf. Der Scherben ist aus sehr feinem attischem Ton gefertigt, der Überzug aus feinem attischem schwarzem Glanzton.